# Einwohnerentwicklung von Herne
Dieser Artikel gibt die Einwohnerentwicklung von Herne tabellarisch wieder.

## Einwohnerentwicklung

Einwohnerentwicklung von Herne von 1809 bis 2018 nach nebenstehender Tabelle

In der frühen Neuzeit lebten in Herne nur wenige hundert Menschen. Die Bevölkerungszahl wuchs sehr langsam und ging wegen der zahlreichen Kriege, Seuchen und Hungersnöte immer wieder zurück. Erst mit dem Beginn der Industrialisierung im 19. Jahrhundert beschleunigte sich das Bevölkerungswachstum. Lebten 1843 erst 938 Menschen in dem Ort, so waren es 1895 bereits 19.000. Am 1. April 1897 erhielt der Ort das Stadtrecht. Am 1. Juli 1906 schied Herne aus dem Kreis Bochum aus und wurde eine kreisfreie Stadt. 1910 hatte die Stadt 57.000 Einwohner.
Mit der Eingliederung eines Teils der Gemeinde Bladenhorst sowie des Amtes Sodingen (Gemeinden Sodingen, Börnig und Holthausen) am 1. April 1928 sowie von Oestrich und Kray am 1. August 1929 erreichte das Stadtgebiet von Herne vorerst seine größte Ausdehnung. Dadurch stieg die Bevölkerungszahl um 25.000 Personen auf über 98.000. Am 14. März 1933 überschritt die Einwohnerzahl der Stadt die Grenze von 100.000, wodurch sie erstmals für kurze Zeit zur Großstadt wurde. Aber schon zwei Monate später, bei der Volkszählung am 16. Juni 1933, wurde diese Grenze wieder unterschritten.
Die Zählung vom 17. Mai 1939 ergab eine Bevölkerungszahl von 94.649. Am 9. April 1945 wurden alle Einwohner durch Wehrmacht, Polizei und NSDAP evakuiert. Einen Tag später besetzten US-amerikanische Truppen Herne kampflos. Während des Zweiten Weltkrieges war die Stadt Ziel von 64 alliierten Luftangriffen, bei denen 419 Einwohner starben. Ende Dezember 1945 lebten wieder 88.858 Menschen in Herne.
Wegen des Zustromes von Flüchtlingen und Vertriebenen aus den deutschen Ostgebieten überschritt die Einwohnerzahl 1946 erneut die Grenze von 100.000 und stieg bis 1953 auf über 116.000. Am 1. Januar 1975 erreichte die Bevölkerungszahl von Herne durch die Vereinigung mit der Großstadt (seit 1955) Wanne-Eickel (92.472 Einwohner 1974) mit 193.831 ihren historischen Höchststand. Auf das heutige Stadtgebiet bezogen betrug die Einwohnerzahl sogar 220.404 bei der Volkszählung 1961. Am 31. Dezember 2006 betrug die „Amtliche Einwohnerzahl“ für Herne nach Fortschreibung des Landesamtes für Datenverarbeitung und Statistik Nordrhein-Westfalen 169.991 (nur Hauptwohnsitze und nach Abgleich mit den anderen Landesämtern).
Die folgende Übersicht zeigt die Einwohnerzahlen nach dem jeweiligen Gebietsstand. Bis 1818 handelt es sich meistens um Schätzungen, danach um Volkszählungsergebnisse (¹) oder amtliche Fortschreibungen der Stadtverwaltung (bis 1970) und des Statistischen Landesamtes (ab 1971). Die Angaben beziehen sich ab 1843 auf die „Zollabrechnungsbevölkerung“, ab 1871 auf die „Ortsanwesende Bevölkerung“, ab 1925 auf die Wohnbevölkerung und seit 1987 auf die „Bevölkerung am Ort der Hauptwohnung“. Vor 1843 wurde die Einwohnerzahl nach uneinheitlichen Erhebungsverfahren ermittelt.

### Von 1809 bis 1944
(jeweiliger Gebietsstand)
| Jahr/Datum        | Einwohner |
| ----------------- | --------- |
| 1809              | 575       |
| 1818              | 749       |
| 3. Dezember 1843¹ | 938       |
| 3. Dezember 1858¹ | 1.992     |
| 3. Dezember 1861¹ | 2.210     |
| 1. Dezember 1871¹ | 4.417     |
| 1. Dezember 1875¹ | 6.138     |
| 1. Dezember 1880¹ | 7.290     |
| 1. Dezember 1885¹ | 9.873     |
| 1. Dezember 1890¹ | 13.920    |
| 2. Dezember 1895¹ | 19.304    |
| 1. Dezember 1900¹ | 27.863    |
| 1. Dezember 1905¹ | 33.266    |
| 1. Dezember 1910¹ | 57.147    |

| Datum             | Einwohner |
| ----------------- | --------- |
| 1. Dezember 1916¹ | 60.214    |
| 5. Dezember 1917¹ | 60.801    |
| 8. Oktober 1919¹  | 64.118    |
| 31. Dezember 1919 | 64.135    |
| 31. Dezember 1920 | 65.136    |
| 31. Dezember 1921 | 69.973    |
| 31. Dezember 1922 | 69.706    |
| 31. Dezember 1923 | 67.422    |
| 31. Dezember 1924 | 66.764    |
| 16. Juni 1925¹    | 66.510    |
| 31. Dezember 1925 | 67.326    |
| 31. Dezember 1926 | 70.776    |
| 31. Dezember 1927 | 72.102    |
| 31. Dezember 1928 | 97.153    |

| Datum             | Einwohner |
| ----------------- | --------- |
| 31. Dezember 1929 | 98.645    |
| 31. Dezember 1930 | 98.317    |
| 31. Dezember 1931 | 98.624    |
| 31. Dezember 1932 | 99.719    |
| 16. Juni 1933¹    | 98.595    |
| 31. Dezember 1933 | 98.550    |
| 31. Dezember 1934 | 99.167    |
| 31. Dezember 1935 | 98.158    |
| 31. Dezember 1936 | 97.184    |
| 31. Dezember 1937 | 96.556    |
| 31. Dezember 1938 | 96.600    |
| 17. Mai 1939¹     | 94.649    |
| 31. Dezember 1940 | 95.500    |

¹ Volkszählungsergebnis

### Von 1945 bis 1970
(jeweiliger Gebietsstand)
| Datum               | Einwohner |
| ------------------- | --------- |
| 31. Dezember 1945   | 88.858    |
| 29. Oktober 1946¹   | 97.389    |
| 31. Dezember 1946   | 100.055   |
| 31. Dezember 1947   | 105.635   |
| 31. Dezember 1948   | 107.800   |
| 13. September 1950¹ | 111.591   |
| 31. Dezember 1951   | 113.409   |
| 31. Dezember 1952   | 114.793   |
| 31. Dezember 1953   | 116.141   |
| 25. September 1956¹ | 115.365   |
| 6. Juni 1961¹       | 113.207   |

| Datum             | Einwohner |
| ----------------- | --------- |
| 31. Dezember 1961 | 112.971   |
| 31. Dezember 1962 | 112.370   |
| 31. Dezember 1963 | 111.219   |
| 31. Dezember 1964 | 110.080   |
| 31. Dezember 1965 | 109.148   |
| 31. Dezember 1966 | 107.827   |
| 31. Dezember 1967 | 105.818   |
| 31. Dezember 1968 | 104.158   |
| 31. Dezember 1969 | 103.421   |
| 27. Mai 1970¹     | 104.077   |
| 31. Dezember 1970 | 105.423   |

¹ Volkszählungsergebnis
Quelle: Stadtverwaltung

### Ab 1971
(jeweiliger Gebietsstand)
| Datum               | Einwohner |
| ------------------- | --------- |
| 31. Dezember 1971   | 104.025   |
| 31. Dezember 1972   | 103.931   |
| 31. Dezember 1973   | 102.229   |
| 31. Dezember 1974   | 101.359   |
| 31. Dezember 1975 * | 190.561   |
| 31. Dezember 1976   | 188.357   |
| 31. Dezember 1977   | 186.440   |
| 31. Dezember 1978   | 184.071   |
| 31. Dezember 1979   | 183.065   |
| 31. Dezember 1980   | 182.542   |
| 31. Dezember 1981   | 181.146   |
| 31. Dezember 1982   | 178.911   |
| 31. Dezember 1983   | 176.234   |
| 31. Dezember 1984   | 173.226   |
| 31. Dezember 1985   | 172.150   |
| 31. Dezember 1986   | 171.274   |
| 25. Mai 1987¹       | 174.238   |
| 31. Dezember 1987   | 174.092   |
| 31. Dezember 1988   | 174.664   |

| Datum             | Einwohner |
| ----------------- | --------- |
| 31. Dezember 1989 | 176.472   |
| 31. Dezember 1990 | 178.132   |
| 31. Dezember 1991 | 179.137   |
| 31. Dezember 1992 | 180.082   |
| 31. Dezember 1993 | 180.539   |
| 31. Dezember 1994 | 180.029   |
| 31. Dezember 1995 | 179.897   |
| 31. Dezember 1996 | 178.718   |
| 31. Dezember 1997 | 177.863   |
| 31. Dezember 1998 | 176.709   |
| 31. Dezember 1999 | 175.661   |
| 31. Dezember 2000 | 174.529   |
| 31. Dezember 2001 | 174.018   |
| 31. Dezember 2002 | 173.645   |
| 31. Dezember 2003 | 172.870   |
| 31. Dezember 2004 | 171.831   |
| 31. Dezember 2005 | 170.992   |
| 31. Dezember 2006 | 169.991   |
| 31. Dezember 2007 | 168.454   |

| Datum             | Einwohner |
| ----------------- | --------- |
| 31. Dezember 2008 | 166.924   |
| 31. Dezember 2009 | 165.632   |
| 31. Dezember 2010 | 164.762   |
| 9. Mai 2011 ²     | 155.160   |
| 31. Dezember 2011 | 154.887   |
| 31. Dezember 2012 | 154.563   |
| 31. Dezember 2013 | 154.417   |
| 31. Dezember 2014 | 154.608   |
| 31. Dezember 2015 | 155.851   |
| 31. Dezember 2016 | 156.774   |
| 31. Dezember 2017 | 156.490   |
| 31. Dezember 2018 | 156.374   |
| 31. Dezember 2019 | 156.449   |
| 31. Dezember 2020 | 156.940   |
| 31. Dezember 2021 | 156.621   |
| 31. Dezember 2022 | 155.603   |
| 31. Dezember 2023 | 156.154   |
| 31. Dezember 2024 | 155.851   |

* Eingemeindung von Wanne-Eickel

¹ Volkszählungsergebnis

² Zensus 2011

Quelle: Landesbetrieb Information und Technik Nordrhein-Westfalen

## Bevölkerungsstruktur
| Bevölkerung                 | Stand 31. Dezember 2006 | Stand 31. Dezember 2007 | Stand 31. Dezember 2013 | Stand 31. Dezember 2018 |
| --------------------------- | ----------------------- | ----------------------- | ----------------------- | ----------------------- |
| Einwohner mit Hauptwohnsitz | 169.991                 | 168.454                 | 163.792                 | 161.084                 |
| davon männlich              | 83.285                  | 82.550                  | 81.006                  | 79.536                  |
| weiblich                    | 86.706                  | 85.904                  | 82.786                  | 81.584                  |
| Deutsche                    | 144.435                 | 143.194                 | 137.240                 | 132.260                 |
| davon männlich              | 69.321                  | 68.776                  | 66.463                  |                         |
| weiblich                    | 75.114                  | 74.418                  | 70.777                  |                         |
| Ausländer                   | 25.556                  | 25.260                  | 26.552                  | 28.824                  |
| davon männlich              | 13.964                  | 13.774                  | 14.543                  |                         |
| weiblich                    | 11.592                  | 11.486                  | 12.009                  |                         |
| Ausländeranteil in Prozent  | 15,0                    | 15,0                    | 16,2                    | 17,9                    |

Quelle: Landesdatenbank Nordrhein-Westfalen sowie Statistikstelle der Stadt Herne (Werte von 2018).

## Altersstruktur

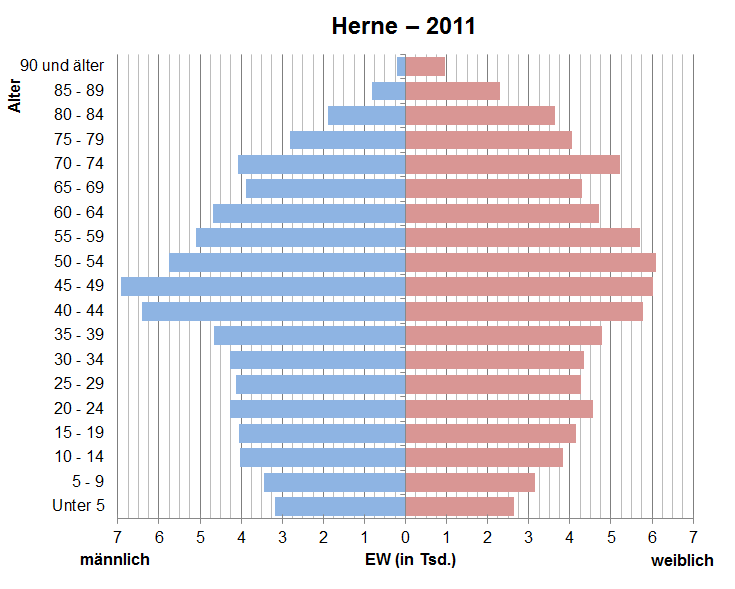
Bevölkerungspyramide für Herne (Datenquelle: Zensus 2011.)

Die folgende Übersicht zeigt die Altersstruktur vom 31. Dezember 2013 (Hauptwohnsitze).
| Alter von – bis | Einwohnerzahl | Anteil in Prozent |
| --------------- | ------------- | ----------------- |
| 0 – 5           | 7.359         | 4,5               |
| 6 – 17          | 17.501        | 10,7              |
| 18 – 24         | 12.929        | 7,9               |
| 25 – 29         | 9.762         | 6,0               |
| 30 – 39         | 18.791        | 11,5              |
| 40 – 49         | 25.776        | 15,7              |
| 50 – 59         | 25.541        | 15,6              |
| 60 – 64         | 10.512        | 6,4               |
| über 65         | 35.621        | 21,7              |
| Gesamt          | 163.792       | 100,0             |

Quelle: Landesdatenbank Nordrhein-Westfalen

## Stadtbezirke
Die Einwohnerzahlen in der folgenden Tabelle beziehen sich auf den 30. April 2007 (Hauptwohnsitze).
| Name        | Fläche in km² | Einwohnerzahl | Einwohner je km² |
| ----------- | ------------- | ------------- | ---------------- |
| Eickel      | 8,53          | 34.642        | 4.061            |
| Herne-Mitte | 13,23         | 59.678        | 4.511            |
| Sodingen    | 17,46         | 36.484        | 2.090            |
| Wanne       | 12,18         | 35.289        | 2.897            |
| Herne       | 51,40         | 166.093       | 3.231            |

Quelle: Stadt Herne